# Hipoteza ergodyczna
Hipoteza ergodyczna – w mechanice statystycznej hipoteza stwierdzająca, że mierzonym wielkościom wartości makroskopowych odpowiadają wielkości mikroskopowe uśrednione po czasie. Z drugiej strony, są one równe średnim po stanach układu.
{\displaystyle {\overline {A_{t}}}=\langle A\rangle }
W mechanice statystycznej zazwyczaj zakłada się, że powyższe stwierdzenie jest prawdziwe. Układy, dla których istotnie tak jest, nazywa się ergodycznymi.